# Udo IV della marca del Nord
Udo IV (... – 15 febbraio 1130) fu margravio della marca del Nord e conte di Stade (come Udo V) e conte di Freckleben.

## Biografia
Era figlio di Rodolfo I, margravio della marca del Nord, e Riccarda, figlia di Ermanno di Sponheim, burgravio di Magdeburgo. Non è chiaro il motivo per cui è conosciuto con il nome di Udo e non con il nome tradizionale dei suoi antenati Lotario Udo. 
Quando Enrico II morì il 4 dicembre 1128 senza un erede, suo zio Alberto l'Orso sperava di diventare margravio, ma Udo era favorito dall'imperatore Enrico III e assunse il controllo del margraviato. Rimase invischiato in una sanguinosa faida con Alberto per il resto della sua vita, e alla fine Alberto raggiunse l'obiettivo di divenire margravio. 
Il 15 marzo 1130 Udo fu assassinato dai servi di Alberto vicino a Aschersleben. Non lasciò nessun erede maschio e gli successe il marchese di Corrado di Plötzkau. 

## Matrimonio e figli
Nel 1128 Udo sposò Matilde, figlia di Ermanno I, conte di Winzenburg. L'identità precisa della madre di quest'ultima rimane sconosciuta, ma probabilmente era o Edvige di Assel-Woltingerode o Edvige di Carniola-Istria. Matilde era sorellastra di Alberto l'Orso, il nemico acerrimo di suo marito. A complicare ulteriormente le relazioni familiari, suo fratello Ermanno II era il terzo marito di Liutgarda di Salzwedel, figlia di Rodolfo I e quindi sorella di Udo.   